# Rhyme royal
Rhyme royal of rime royal (koninklijk rijm) is een zevenregelig rijmschema in de vorm 'ababbcc', geïntroduceerd door de Middelengelse dichter Geoffrey Chaucer.

## Vorm
De strofe van het koninklijk rijm bestaat uit zeven regels, meestal in jambische pentameter. Het rijmschema is  a-b-a-b-b-c-c. In de praktijk kan de strofe ofwel worden geconstrueerd als een terzine en twee coupletten (a-b-a, b-b, c-c) of een kwatrijn en een terzine (a-b-a-b, b-c-c). Dit zorgt, vooral bij lange verhalende  gedichten, voor de nodige afwisseling. Samen met het couplet was het Rhyme royal in de late middeleeuwen de meest voorkomende poëzievorm. 

## Voorbeeld
Begin van Chaucers Troilus and Criseyde:
The double sorwe of Troilus to tellen,
That was the king Priamus sone of Troye,
In lovinge, how his aventures fellen
Fro wo to wele, and after out of Ioye,
My purpos is, er that I parte fro ye,
Thesiphone, thou help me for tendyte
Thise woful vers, that wepen as I wryt